# Quilòpodes
Els quilòpodes (Chilopoda, gr. khilos, 'llavi' i podos, 'peu') són una classe de miriàpodes predadors, verinosos i de moviments ràpids que tenen el cos llargs i moltes potes. Inclouen els populars centcames, centpeus, cuca de cent cames i escolopendres. Preferentment nocturns, els quilòpodes es troben principalment en climes tropicals però també es troben àmpliament distribuïts en les zones temperades i cap al nord, ultrapassen el cercle polar àrtic.
Se'n coneixen unes 3.300 espècies, però sembla que en queden moltes més per descobrir i s'estima que el nombre total podria ser d'unes 8.000.
Algunes espècies són molt verinoses però les morts humanes degudes a la seva picada són molt poc freqüents.

## Característiques

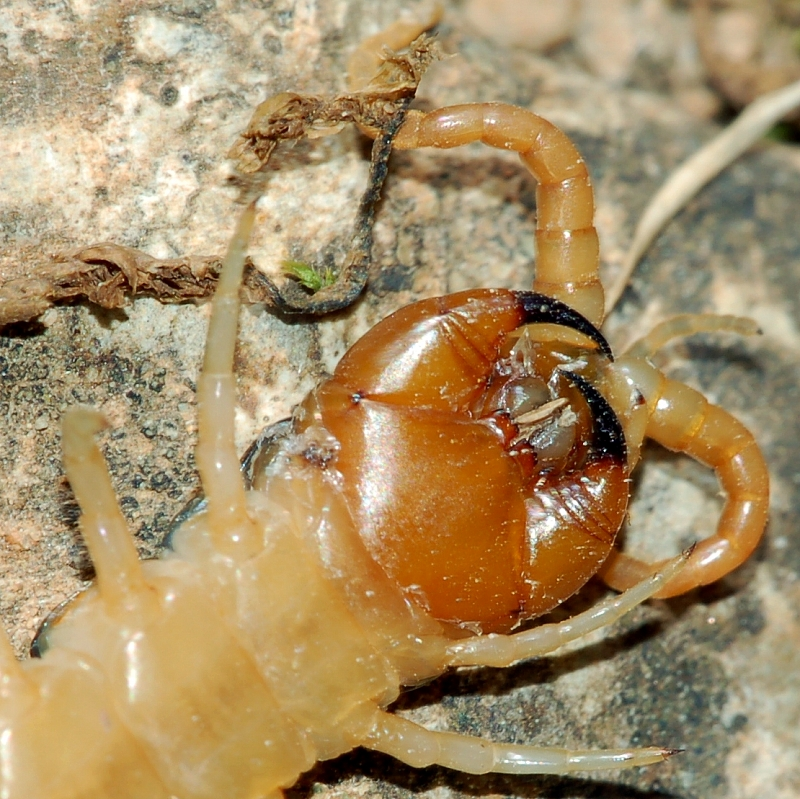
Forcípules d'Scolopendra cingulata.

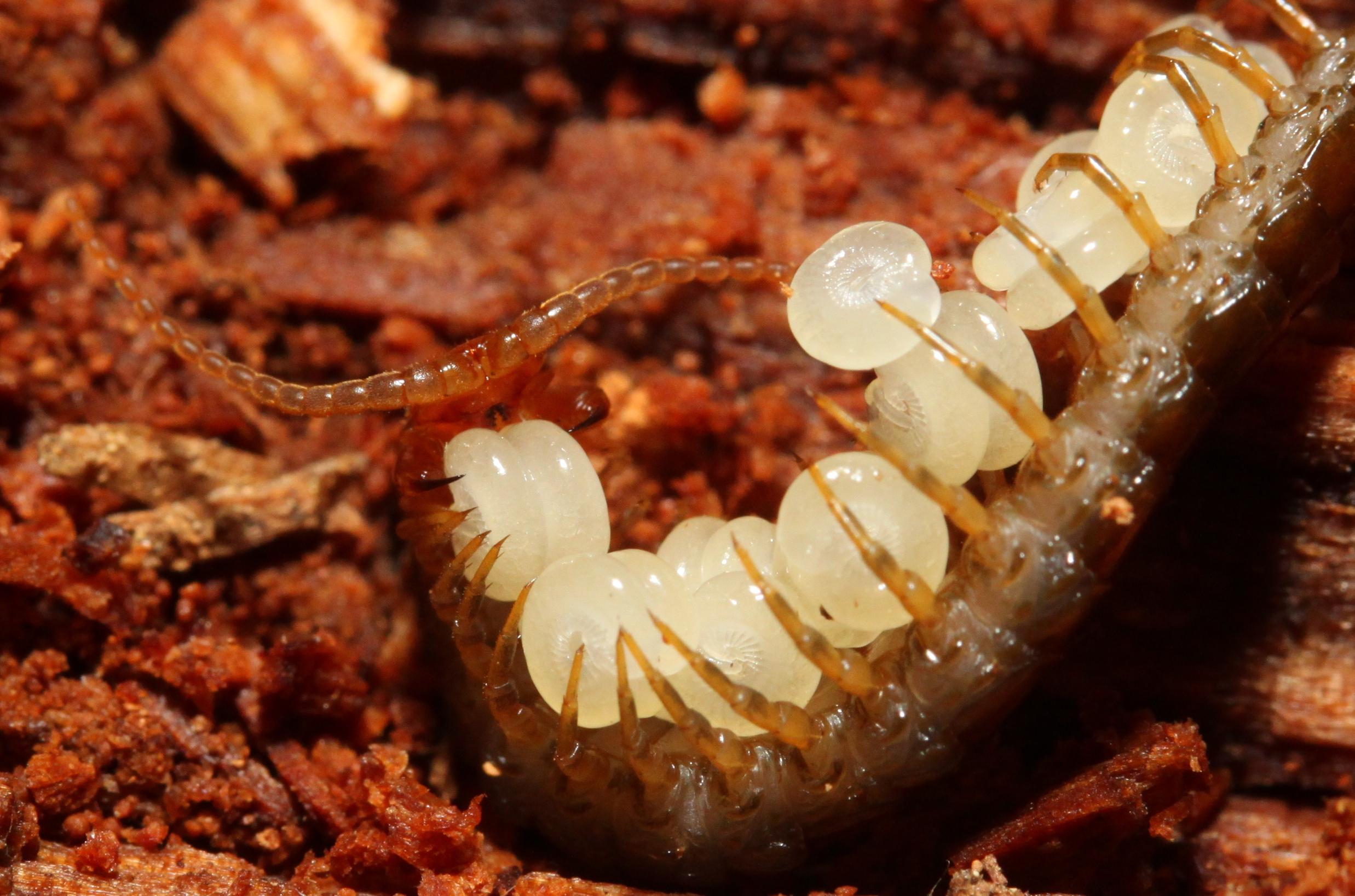
Quilòpode protegint els seus ous.

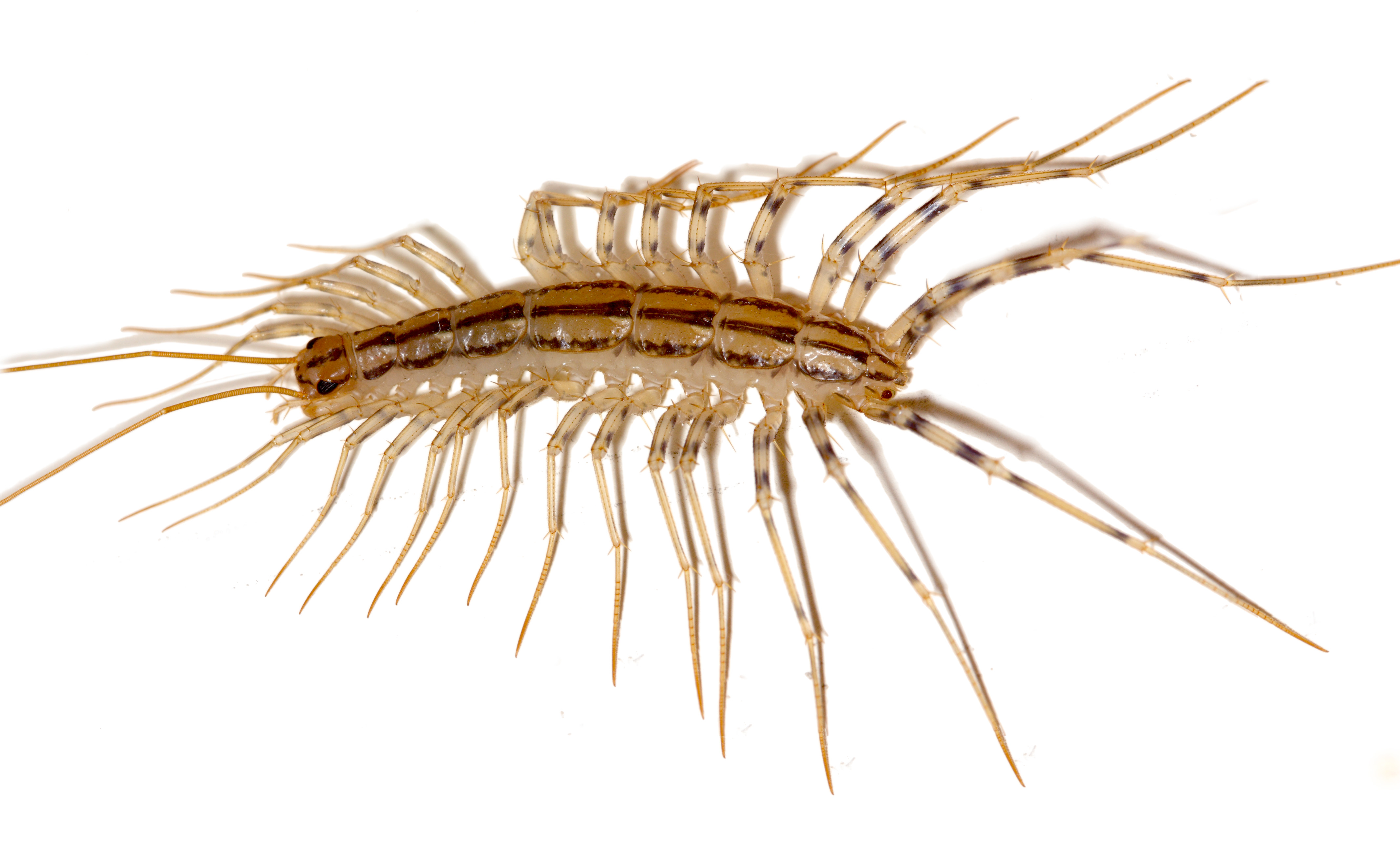
Scutigera coleoptrata.

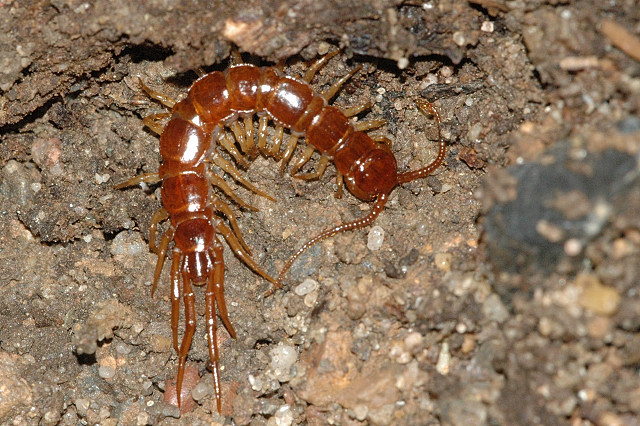
Lithobius forficatus.

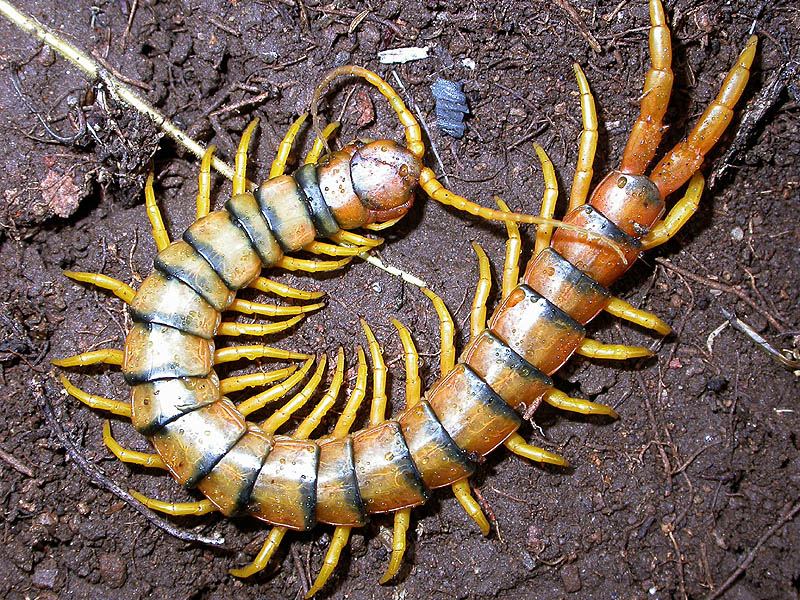
Scolopendra cingulata.

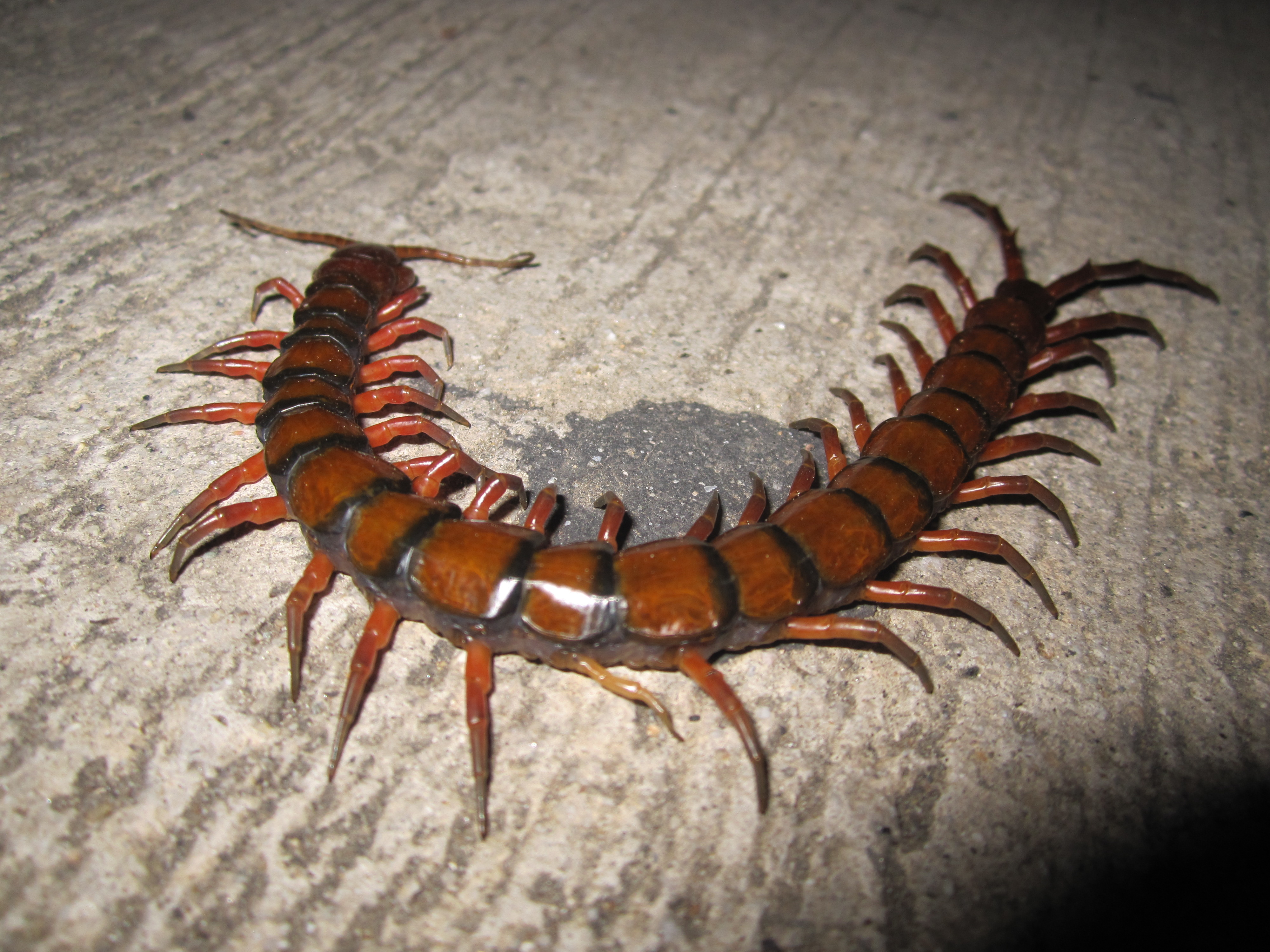
Scolopendra gigantea.

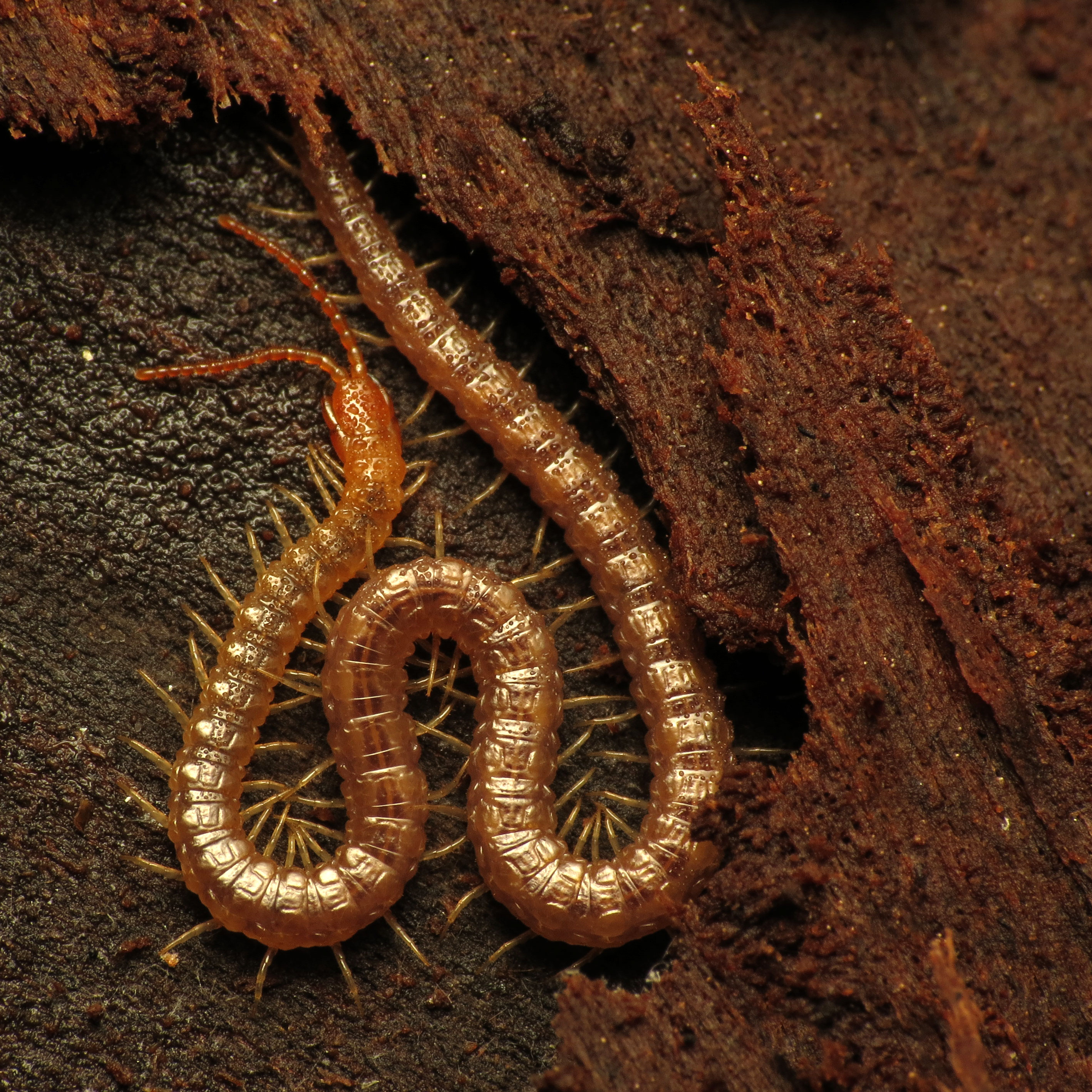
Geophilus sp.

Com els diplòpodes (que a diferència dels quilòpodes, no són verinosos), els quilòpodes estan molt segmentats (de 15 a 193 segments), però amb només un parell de potes marxadores en cada segment. Estan aplanats dorsal-ventralment, i són els més ràpids i àgils de tots els artròpodes predadors no voladors.
El cap dels quilòpodes presenta un parell d'antenes, mandíbules, i el primer i segon parell de maxil·les fusionades. Als costats pot haver-hi ulls; els geofilomorfs són cecs, els escutigeromorfs tenen un parell d'ulls compostos, i la resta o bé són cecs, o bé tenen un o més parells d'ulls simples.
El primer segment del tronc té un parell d'ullals verinosos, anomenats forcípules, que són el primer parell de potes modificat en grans ungles associades a una glàndula verinosa, que usen per a defensar-se i per a capturar i paralitzar les preses i per tant, actuen com a peces bucals addicionals.

## Biologia i ecologia
Tots els quilòpodes són depredadors que cacen petits animals, en general altres artròpodes i cucs de terra. Les preses són immobilitzades o mortes per les forcípules, que injecten verí; el verí conté histamina, acetilcolina, proteïnes (que actuen com a toxines) i diversos enzims. Als Països Catalans, l'espècie més grossa i perillosa és l'escolopendra (Scolopendra cingulata), però, malgrat que la seva mossegada és molt dolorosa, sovint s'han exagerat els efectes de la seva picada i en cap cas és mortal.
La majoria viuen a terra, són lucífugs (defugen la llum) i higròfils (viuen en llocs humits) refugiant-se sota pedres, en troncs caiguts, a la fullaraca, etc.
L'aparellament té lloc a principis de primavera i la posta és protegida per la femella (geofilomorfs i escolopendromorfs) que envolta els ous amb el seu cos, o bé els ous són dipositats d'un en un i són abandonats (litobiomorfs i escutigeromorfs).

## Filogènia
Sembla que l'antiga subdivisió dels quilòpodes en anamorfs (Anamorpha) (litobiomorfs + escutigeromorfs), i epimorfs (Epimorpha) (geofilomorfs + escolopendromorfs) ha quedat superada.
Els estudis més recents sobre les relacions filogenètiques dels quilòpodes indiquen que els anamorfs són parafilètics. Els quilòpodes estan subdividits en dos clades, el notostigmòfors (Notostigmophora), que inclou només l'ordre dels escutigeromorfs, i els pleurostigmòfors (Pleurostigmophora) que inclou la resta. La principal diferència entre el dos clades és que els notostigmòfors tenen els espiracles (porus respiratoris de l'aparell traqueal) situats en posició medio-dorsal, mentre que els pleurostigmòfors els tenen en posició lateral. El següent cladograma mostra les relacions entre els cinc ordres de quilòpodes:
|          | Craterostigmomorfs                                                 |
|          |                                                                    |
| Epimorfs | \| \| Escolopendromorfs \| \| \| \| \| \| Geofilomorfs \| \| \| \| |
|          | \| \| Escolopendromorfs \| \| \| \| \| \| Geofilomorfs \| \| \| \| |
|          | Escolopendromorfs                                                  |
|          |                                                                    |
|          | Geofilomorfs                                                       |
|          |                                                                    |

|  | Escolopendromorfs |
|  |                   |
|  | Geofilomorfs      |
|  |                   |

|          | Craterostigmomorfs                                                 |
|          |                                                                    |
| Epimorfs | \| \| Escolopendromorfs \| \| \| \| \| \| Geofilomorfs \| \| \| \| |
|          | \| \| Escolopendromorfs \| \| \| \| \| \| Geofilomorfs \| \| \| \| |
|          | Escolopendromorfs                                                  |
|          |                                                                    |
|          | Geofilomorfs                                                       |
|          |                                                                    |

|  | Escolopendromorfs |
|  |                   |
|  | Geofilomorfs      |
|  |                   |

|          | Craterostigmomorfs                                                 |
|          |                                                                    |
| Epimorfs | \| \| Escolopendromorfs \| \| \| \| \| \| Geofilomorfs \| \| \| \| |
|          | \| \| Escolopendromorfs \| \| \| \| \| \| Geofilomorfs \| \| \| \| |
|          | Escolopendromorfs                                                  |
|          |                                                                    |
|          | Geofilomorfs                                                       |
|          |                                                                    |

|  | Escolopendromorfs |
|  |                   |
|  | Geofilomorfs      |
|  |                   |

|          | Craterostigmomorfs                                                 |
|          |                                                                    |
| Epimorfs | \| \| Escolopendromorfs \| \| \| \| \| \| Geofilomorfs \| \| \| \| |
|          | \| \| Escolopendromorfs \| \| \| \| \| \| Geofilomorfs \| \| \| \| |
|          | Escolopendromorfs                                                  |
|          |                                                                    |
|          | Geofilomorfs                                                       |
|          |                                                                    |

|  | Escolopendromorfs |
|  |                   |
|  | Geofilomorfs      |
|  |                   |

## Taxonomia
Les més de 3.000 espècies de quilòpodes es divideixen en dues subclasses, cinc ordres i nombroses famílies, segons el següent esquema:
Subclasse Notostigmophora Verhoeff, 1901
- Ordre Scutigeromorpha Pocock, 1895
  - Família Pselliodidae Chamberlin, 1955
  - Família Scutigeridae Leach, 1814
  - Família Scutigerinidae Attems, 1926

Subclasse Pleurostigmophora Verhoeff, 1901
- Ordre Lithobiomorpha Pocock, 1895
  - Família Henicopidae
  - Família Lithobiidae
- Ordre Craterostigmomorpha Pocock, 1902
  - Família Craterostigmidae Pocock, 1902
- Ordre Scolopendromorpha Pocock, 1895
  - Família Cryptopidae Kohlrausch, 1881
  - Família Mimopidae Lewis
  - Família Plutoniumidae Bollman, 1893
  - Família Scolopendridae Leach, 1814
  - Família Scolopocryptopidae Pocock, 1896
- Ordre Geophilomorpha Pocock, 1895
  - Família Aphilodontidae Silvestri, 1909
  - Família Ballophilidae Cook, 1896
  - Família Dignathodontidae Cook, 1896
  - Família Eriphantidae Crabill, 1970
  - Família Geophilidae Leach, 1815
  - Família Gonibregmatidae Cook, 1896
  - Família Himantariidae Bollman, 1893
  - Família Linotaeniidae
  - Família Macronicophilidae Verhoeff, 1925
  - Família Mecistocephalidae Bollman, 1893
  - Família Neogeophilidae Silvestri, 1818
  - Família Oryidae Cook, 1896
  - Família Schendylidae Cook, 1896